# Гарбањато
Гарбањато (итал. Garbagnate Milanese) је насеље у Италији у округу Милано, региону Ломбардија.
Према процени из 2011. у насељу је живело 25974 становника. Насеље се налази на надморској висини од 179 м.

## Становништво
| 1931. | 1936. | 1951. | 1961. | 1971.  | 1981.  | 1991.  | 2001.  | 2011.  |
| ----- | ----- | ----- | ----- | ------ | ------ | ------ | ------ | ------ |
| 4.638 | 4.710 | 5.632 | 7.633 | 17.374 | 23.911 | 25.978 | 27.276 | 26.262 |